# 丸本明
丸本 明（まるもと あきら、1957年8月18日 - ）は、日本の自動車技術者・実業家。マツダ株式会社相談役。

## 来歴・人物

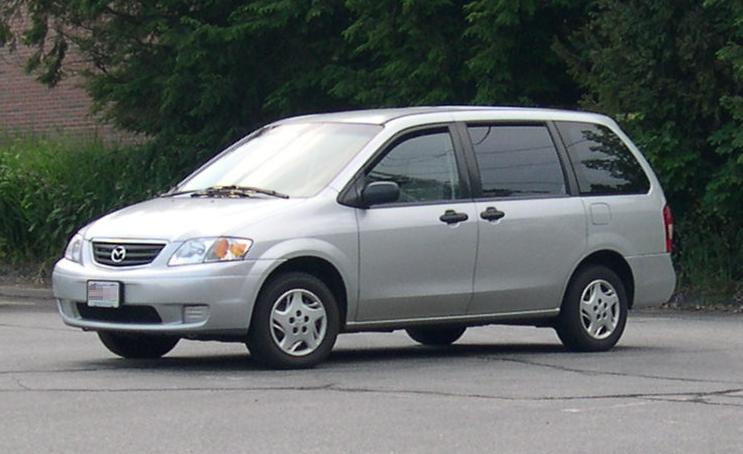
主査として開発を手掛けた、2代目MPV（1999年）

広島県呉市出身。1980年に慶應義塾大学工学部を卒業し、東洋工業（現在のマツダ）に入社。シャシー設計のエンジニアとして開発部門を歩み、3代目ボンゴ、4代目-5代目カペラ、クロノス、ボンゴフレンディのシャシー開発に携わった。その後2代目MPVでは開発主査を務めた。2代目MPV発売直後の1999年6月、マツダ創業以来最年少の41才で取締役に就任し、品質部門や欧州でのフォードとの共同事業を担当。その後は経営企画や米国部門を担当し、2017年に発表したトヨタとの業務資本提携では副社長として実務を担った。2018年6月26日、会長に昇格した小飼雅道の後任として、16代目社長ならびにCEOに就任。社長就任会見で座右の銘を聞かれた際には、同じく開発主査出身であった6代目社長山本健一の言葉である「飽くなき挑戦」を挙げた。2023年6月、社長ならびにCEOを退任し、相談役に就任。

## 経歴
- 1980年 - 東洋工業（現在のマツダ）入社
- 1997年 - 主査本部主査
- 1999年 - 取締役 品質担当補佐、商品品質本部長
- 2002年 - 執行役員 欧州開発・生産担当
- 2006年 - 常務執行役員 商品企画・プログラム開発推進担当
- 2010年 - 取締役専務執行役員 経営企画・商品戦略・商品収益管理担当、コスト革新担当補佐
- 2013年 - 代表取締役副社長執行役員 社長補佐、米州事業、企画領域統括
- 2017年 - 代表取締役副社長執行役員 社長補佐、米州事業、管理領域統括
- 2018年 - 代表取締役社長
- 2023年 - 相談役に就任[8][2]。